# Гофман, Властислав
Властислав Гофман (чеш. Vlastislav Hofman; 6 февраля 1884[…], Йичин, Цислейтания[…] — 28 августа 1964[…], Прага[…]) — чешский театральный художник, сценограф, график, архитектор, урбанист, теоретик архитектуры с мировым именем и дизайнер мебели.
Один из ведущих представителей авангарда XX-го века и создателей чешского кубизма, уникального течения, в котором идеи кубизма применялись в архитектуре и декоративно-прикладном искусстве.
Лауреат Государственной премии Чехословакии (1924). Заслуженный умелец (художник) ЧССР (посмертно, 1964)

## Биография
В 1902—1907 годах изучал архитектуру в Чешской высшей технической школе в Праге (ныне Чешский технический университет). Активный участник авангардных направлений в чешском искусстве, был связан с многими известными художниками и писателями того времени, в частности, Карелом Чапеком, Вацлавом Шпала, Яном Зрзавым и др.

## Творческая деятельность
Как архитектор Гофман находился под сильным влиянием чешского кубизма. Совместно с Франтишеком Менцлем построил Йираскув мост через Влатаву в Праге (1929—1933).
В 1949—1951 — по его проекту был сооружен пражский мост Штефаника.
Он автор ряда произведений на политические темы и в области философии архитектуры и искусства. С 1913 публиковал статьи о театральной сценографии и критику в журналах Volné směry, Umělecký měsíčník, Jeviště и др.
Сценические проекты осуществлял, в основном, в театре на Виноградах (Divadlo па Vinohradich) в Праге. Среди оформленных им более 400 спектаклей:
- «Гуситы» Дворжака (1919),
- «Геракл» Фишера (1920),
- «Пеликан» Стриндберга (1921),
- «Преступление и наказание» (1928), «Братья Карамазовы» по Достоевскому (1931),
- «R. U. R.» К. Чапека (1929),
- «На дне» Горького (1931),
- «Яношек» Магенаидра и много других.

Работы В. Гофман отличаются удачной планировкой сцены, живописным решением, использованием проекций.
В 1954 награждён орденом Труда (Чехословакия).